# فوئه‌فوکی، یاماناشی
۳۵°۳۹′ شمالی ۱۳۸°۳۸′ شرقی / ۳۵٫۶۵۰°شمالی ۱۳۸٫۶۳۳°شرقی
فوئه‌فوکی در استان یاماناشی در کشور ژاپن واقع شده‌است که دارای جمعیت ۷۱٬۱۸۴ نفر و مساحت ۲۰۱٫۹۲ کیلومتر مربع با تراکم جمعیت ۳۵۳ نفر در کیلومترمربع است و در تاریخ ۱۲ اکتبر ۲۰۰۴ به عنوان شهر شناخته شد.